# Bronchocela marmorata
Bronchocela marmorata är en ödleart som beskrevs av  Gray 1845. Bronchocela marmorata ingår i släktet Bronchocela och familjen agamer. IUCN kategoriserar arten globalt som otillräckligt studerad. Inga underarter finns listade.